# Pałac Jedlinka
Pałac Jedlinka – zabytkowy pałac w Jedlince, części Jedliny-Zdrój w Górach Wałbrzyskich na Dolnym Śląsku.
Pierwsze wzmianki o Jedlince, wówczas Tannhausen, pochodzą z XIII wieku, gdy jego właścicielem był książę jaworsko–świdnicki Bolko I Surowy. Ostatnim przedwojennym prywatnym właścicielem pałacu był Gustaw Boehm.

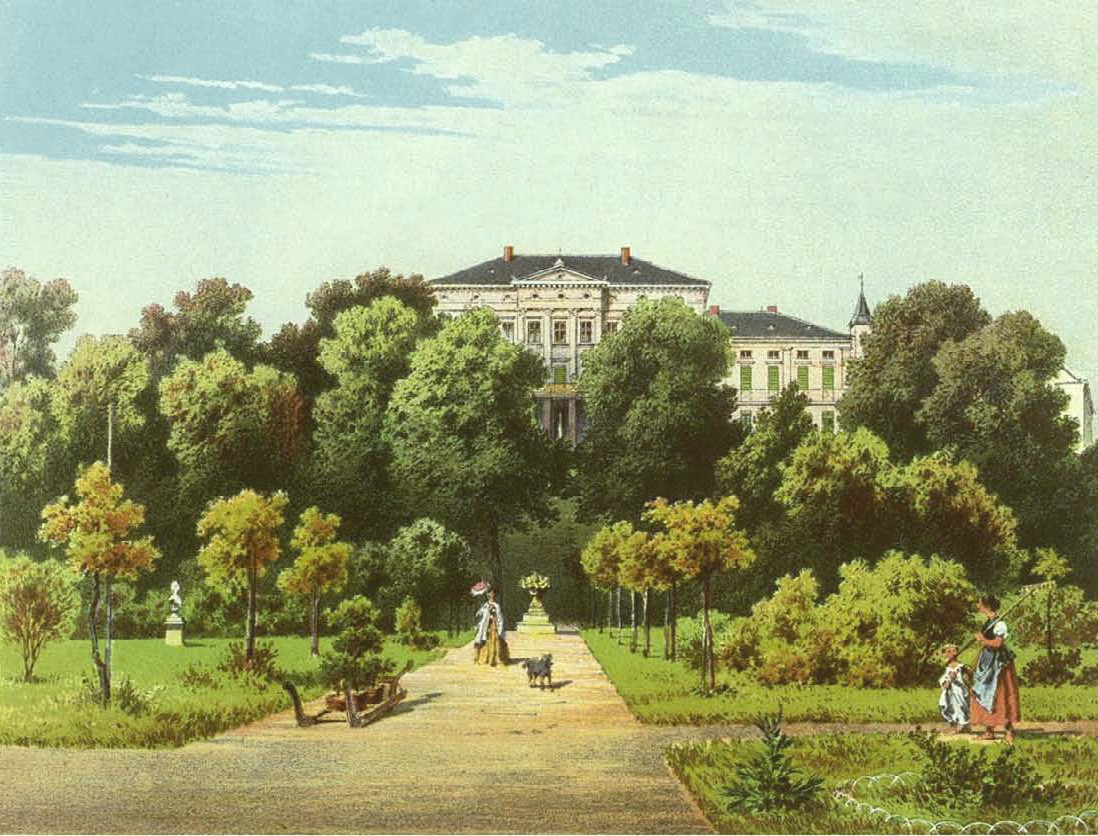
Pałac Jedlinka, Edition Duncker

Obiekt wybudowany na początku XVII w. jako barokowy dwór, jego projekt przypisywany jest Carlowi Gotthardowi Langhansowi. Przebudowany w drugiej połowie XIX w. W latach 1944–1945 mieściło się tu biuro projektowe niemieckiej nazistowskiej Organizacji Todt. Po wojnie został przekazany PGR-owi; składowano w nim m.in. siano. W 2004 wraz z terenem kupiła go spółka Felix Investments należąca do rodziny Ledów. Pałac oraz przyległe budynki zostały odrestaurowane. Obecnie znajduje się w nich muzeum, hotel, hostel, sale balowe. Od 2014 w jednym z budynków dawnego zespołu pałacowo-parkowego działa Browar Jedlinka wraz z salą restauracyjną.